# Pododesmus patelliformis
Pododesmus patelliformis är en musselart som först beskrevs av Carl von Linné 1761.  Pododesmus patelliformis ingår i släktet Pododesmus, och familjen sadelostron. Arten är reproducerande i Sverige. Inga underarter finns listade.